# Баргузинський повіт
Баргузинський повіт — адміністративно-територіальна одиниця Російської імперії та Радянського Союзу. Повіт входив до складу: Іркутського намісництва (1783-1796), Іркутської губернії (1796-1851), Забайкальської області (1851-1919), Прибайкальської області (1920-1921) та Бурят-Монгольської АРСР (1923). Повітовим центром було місто Баргузин. Площа повіту — 237,89 тисяч десятин (1871).

## Історія
Створений 6 березня 1783 року на підставі Указу про створення Іркутського намісництва.
11 лютого 1784 року — створено Нерчинську область, а в ній — Баргузинський повіт.
11 липня 1851 року шляхом виділення з Іркутської губернії утворена Забайкальська область, яка включала в себе і Баргузинський повіт. Він межував на півдні і південному заході — з Китаєм, на сході — з Троїцькосавським повітом і Селенгинським повітом, на півночі — з Іркутською губернією, межа йшла по південно-західному узбережжю озера Байкал.
У 1871 році площа повіту — 237,89 тисяч десятин.
6 квітня 1920 року, в зв'язку з проголошенням Далекосхідної республіки (ДСР, рос. ДВР), територія сучасної Бурятії була розділена на дві частини по річці Селенга. Землі на схід від Селенги — увійшли до складу ДСР, на захід — до РРФСР.
22 листопада 1920 року постановою уряду ДСР з Забайкальської області була виділена Прибайкальська область (з 7 листопада 1922 року — губернія), до складу якої увійшла частина території сучасної Бурятії. Прибайкальська область складалася з 3 повітів: Баргузинського, 
Верхньоудинського та Троїцькосавського.
З кінця XVIII століття повіт був місцем заслання. Першими політичними засланцями стали декабристи — брати Михайло і Вільгельм Кюхельбекери. Сюди були заслані і учасники польського національно-визвольного руху. У 1878 році — прибули заслані петрашевці: Микола Тютчев, Костянтин Шамарін та інші. Після 1905 року число засланців досягло 40-60 осіб, при цьому велику частину складали робочі, матроси і солдати.

### Ліквідація
27 квітня 1921 року було прийнято Конституцію Далекосхідної республіки, згідно з якою вся територія, заселена бурятами, виділялася в Бурят-Монгольську автономну область у складі 4 аймаків: Агінський, Баргузинський, Хоринський і Чикойський.
30 травня 1923 року Баргузинский повіт був переданий в Бурят-Монгольську АРСР і 23 грудня цього ж року — перетворений в Баргузинский аймак.

## Населення
Населення у 1871 році — 19 010 осіб.

У 1895 — 22 995.

У 1897 — 25 474.

У 1914 — 31 432.